# Dichaetomyia kuglini
Dichaetomyia kuglini är en tvåvingeart som beskrevs av Zielke 1974. Dichaetomyia kuglini ingår i släktet Dichaetomyia och familjen husflugor. Inga underarter finns listade i Catalogue of Life.